# Hornaing
Hornaing település Franciaországban, Nord megyében. Lakosainak száma 3522 fő (2022. január 1.). Hornaing Wandignies-Hamage, Erre, Escaudain és Hélesmes községekkel határos.

## Népesség
A település népességének változása:
| Lakosok száma | 3575 | 3560 | 3578 | 3553 | 3562 | 3562 | 3548 | 3535 | 3522 |
|               | 2013 | 2015 | 2016 | 2017 | 2018 | 2019 | 2020 | 2021 | 2022 |